# بورالقینین توزی
بورالقینین توزی (به قزاقی: Бұралқының тұзы، بۇرالقىنىڭ تۇزى) یک دریاچه در قزاقستان است که در بدبخت‌دالا واقع شده‌است.